# Death Rally
Death Rally es un videojuego de carreras de combate vehicular desarrollado por Remedy Entertainment, publicado por Apogee Software y distribuido por GT Interactive. Originalmente conocido como HiSpeed durante el desarrollo, fue lanzado el 7 de septiembre de 1996 para MS-DOS. En el juego, el jugador comienza con $495 y un auto débil llamado Vagabond (basado en el VW Beetle), y debe competir en carreras mortales donde todos los autos están armados (aunque un juego sin las armas son una opción). El jugador gana dinero al terminar en las primeras posiciones, recolectar bonos de dinero durante la carrera, cumplir misiones y destruir otros autos. El objetivo final del juego es derrotar al "Adversario", el rey indiscutible de "Death Rally", en una carrera uno contra uno.
En octubre de 2009, Remedy actualizó Death Rally con compatibilidad para Microsoft Windows y relanzó el juego como freeware. Remedy desarrolló una nueva versión del juego en cooperación con Mountain Sheep y Cornfox & Brothers. El remake fue lanzado para iOS en marzo de 2011, para Android en abril de 2012, para Windows en agosto de 2012, y para Fire OS en septiembre de 2012.

## Jugabilidad
Cada automóvil puede equiparse con una serie de mejoras que aumentan las capacidades defensivas (blindaje), el manejo (neumáticos) y la velocidad (motor). Si bien el cañón de cadena predeterminado no se puede actualizar en ningún automóvil, hay mejores automóviles disponibles para comprar, con armas predeterminadas que tienen una potencia de fuego más fuerte. Los seis autos disponibles, del más débil al más fuerte, son Vagabond (el auto inicial), Dervish, Sentinel (que es el mejor auto disponible en la versión shareware), Shrieker, Wraith y Deliverator. Se pueden comprar potenciadores adicionales en el Mercado Negro. Estos incluyen puntas de parachoques, minas terrestress y combustible para cohetes. Antes de cada carrera, el jugador también puede pedir un préstamo y/o sobornar a un mecánico para manipular el auto del oponente mejor clasificado en la carrera (con la excepción del auto del Adversario); esto causa una cantidad aleatoria de daño del 25% al 49%. Alcanzar el primer lugar en la tabla de clasificación permite a los jugadores enfrentarse al corredor final del juego, el Adversario, que conduce un Deliverator mejorado con ametralladoras muy poderosas. Derrotar al Adversario significa que los jugadores se convierten en el nuevo campeón de Death Rally.

## Freeware
En mayo de 2009, el programador Jari Komppa se puso en contacto con Remedy y se ofreció como voluntario para preparar una versión de código abierto de Death Rally. Dado que no se pudo acordar el lanzamiento del juego como código abierto, Komppa comenzó a trabajar en portear el juego a Windows. Basado en el trabajo de Komppa, Remedy lanzó Death Rally para Windows como software gratuito propietario el 20 de octubre de 2009. La versión relanzada no admite juegos de red multijugador porque el código original utilizado para las redes IPX habría sido demasiado costoso para adaptarse a la arquitectura de Windows.
Un artículo que narra el trabajo de Komppa se imprimió en una edición de abril de 2010 de la revista Game Developer y luego se publicó en línea.

## Remake
Cornfox & Brothers y su matriz Mountain Sheep desarrollaron una nueva versión completa del juego, y Remedy Entertainment la lanzó para iOS y Android el 31 de marzo de 2011. La nueva versión incluye cameos en el juego de varios personajes diferentes, incluidos Barry Wheeler de Alan Wake, John Gore de Minigore (con la voz de Arin Hanson) y Mighty Eagle de Angry Birds. Duke Nukem también aparece como oponente, como lo hizo en el juego original. Para diciembre de 2011, la nueva versión se había descargado 1,8 millones de veces, recuperando sus costos de desarrollo de ocho meses en tres días.

## Recepción
Tanto el juego original como el remake han recibido una respuesta generalmente positiva. La versión de iOS tiene puntajes agregados de 77 sobre 100 según 19 reseñas en Metacritic. El port para Windows de 2012 de la nueva versión no fue tan bien recibido, con puntajes agregados de 62 sobre 100 según 11 reseñas.
Chris Hudak de GameSpot calificó el juego original como "simplemente el mejor corredor de arriba hacia abajo en años, tal vez incluso en la historia". Un crítico de Next Generation comentó: "Una vez más, Apogee nos recuerda que el shareware puede ser divertido. Death Rally es un juego de carreras de combate simple, jugable y divertido con un perspectiva de arriba hacia abajo y mucha acción". En particular, elogió las numerosas formas de destruir a los oponentes y los muchos toques de humor.
Al revisar la nueva versión de Windows de 2012, Brett Todd criticó los controles, la repetición de pistas, la falta de sentido de la velocidad y la necesidad de pulir. Concluyó: "Los corredores de arcade generalmente necesitan tener una atmósfera al límite donde la muerte puede llegar en cualquier momento a través de una bala o arruinando un giro. Sin embargo, esta nueva versión de 'Death Rally' es más como pasear con Miss Daisy, una conductora gentil y distante tan intensa como una taza de té de manzanilla a altas horas de la noche. Hay demasiadas fallas aquí, con los controles endebles, las pistas lúgubres y el rechinar eterno, incluso para el aficionado a las máquinas recreativas más desesperado por sacar algo de este juego".
Maurice Tan de Destructoid calificó la nueva versión de iOS con 8 de 10. Criticó la falta de un tutorial, pero concluyó que "'Death Rally' es muy divertido para jugar, se ve muy bien, funciona sin problemas y es muy adictivo". Levi Buchanan de IGN obtuvo una puntuación de 7.5 sobre 10 y escribió "'Death Rally' me dejó sonriendo. Ganar autos nuevos, equipar armas mejoradas y destruir a los rivales es sin duda divertido y este es el mejor caos que se ha visto en la App Store". Tracy Erickson de Pocket Gamer lo calificó con 7 de 10, criticando la falta de controles personalizables y el diseño de algunas de las pistas; "'Death Rally' ofrece muchas armas y atracciones geniales, pero la ausencia de [...] diseños de pistas más estrechos evita que sea realmente asesino".
Jordan Minor de 148Apps lo calificó con 4 de 5, y escribió: "Un juego como Death Rally no puede evitar ser un poco tonto. Después de todo, se trata de autos que se explotan entre sí. Solo debes saber que es diversión tonta con énfasis en la diversión". Andrew Nesvadba de AppSpy también obtuvo una puntuación de 4 sobre 5, elogiando la mecánica básica del juego; "La verdadera fuerza impulsora detrás de 'Death Rally' proviene de ver cómo se llenan los bares después de cada partido y recoger constantemente pedazos de chatarra que se destinan a nuevos autos y armas. Es superficial, pero extrañamente atractivo a pesar de la jugabilidad repetitiva". Pat Dunn de TouchGen también lo calificó con 4 de 5, escribiendo "el juego es sólido. Las variantes de nivel son divertidas y lo suficientemente diferentes como para mantenerte jugando durante al menos un par de intentos del juego". Además, el hecho de que cada arma y coche tenga múltiples mejoras te mantiene con ganas de jugar para perfeccionar los aspectos de mejora del juego". Jared Nelson de TouchArcade quedó un poco más impresionado, obtuvo una puntuación de 5 sobre 5 y escribió "'Death Rally' es uno de los mejores juegos de carreras con vista cenital en la App Store Death Rally no es perfecto, pero es un título absolutamente magnífico con carreras satisfactorias llenas de combate y un atractivo sistema de actualización".
Death Rally fue seleccionado en 2017 para una colección de 100 juegos clásicos finlandeses, que se presentaron en la inauguración del Finnish Museum of Games en Tampere.